# Угырчин (община)
Угырчин (болг. Община Угърчин) — община в Болгарии. Входит в состав Ловечской области. Население составляет 7566 человек (на 21.07.05 г.).
Административный центр — город Угырчин.
Кмет общины Угырчин — Валентин Стайков Вылчев по результатам выборов 2007 года в правление общины.

## Состав общины
В состав общины входят следующие населённые пункты:
1. Голец
2. Драгана
3. Катунец
4. Кирчево
5. Лесидрен
6. Микре
7. Орляне
8. Славштица
9. Сопот
10. Угырчин